# Kiyoura Keigo
Kiyoura Keigo est un nom japonais traditionnel ; le nom de famille (ou le nom d'école), Kiyoura, précède donc le prénom (ou le nom d'artiste).
Kiyoura Keigo, 1er comte Kiyoura (清浦 奎吾), né le 14 février 1850 dans le district de Kamoto (en) au Japon et décédé à l'âge de 92 ans le 5 novembre 1942 à Atami, est un homme d'État japonais qui est le 23e premier ministre du Japon du 7 janvier 1924 au 11 juin 1924, durant la période que les historiens nomment « démocratie de Taishō ». Il est en son sein le dernier représentant de l'ancien système de l'oligarchie de Meiji (à savoir le pouvoir détenu par les vieux clans de la noblesse féodale, plutôt que revenant aux partis politiques) à être parvenu à la tête du gouvernement japonais.

## Biographie
Cinquième fils d'un prêtre bouddhiste nommé Ōkubo Ryoshi, Kiyoura est né sous le nom de Fujaku Keigo au district de Kamoto (en) dans la province de Higo (aujourd'hui dans la ville de Yamaga). Il fréquente l'école privée de Hirose Tansō de 1865 à 1871. Durant cette période, il devient ami avec le gouverneur Nomura Morihide et adopte le nom de « Kiyoura Keigo ».

### Carrière politique
Nomura devient gouverneur de la préfecture de Saitama en 1873 et nomme Kiyoura à un poste de service civil junior.
En 1876, à l'âge de vingt-sept ans, Kiyoura entre au ministère de la Justice, devient procureur et aide à la rédaction des premières lois modernes de procédure pénale du Japon. En 1884, il attire l'attention de Yamagata Aritomo qui le nomme chef de la police japonaise, malgré son âge relativement jeune de 34 ans. Kiyoura devient ensuite vice-ministre de la Justice puis ministre de la Justice et aide à rédiger les lois de préservation de la paix de 1887.
En 1891, il devient membre de la chambre des pairs après nomination impériale. Proche allié de Yamagata Aritomo, celui-ci le récompense avec de nombreux postes au Cabinet, comme celui de ministre de la Justice dans les seconds gouvernements de Matsukata Masayoshi et de lui-même, et ministre de la Justice et de l'Agriculture et du Commerce dans le premier gouvernement de Katsura Tarō.
En 1902, Kiyoura est élevé au titre de baron (danshaku) selon le système de pairie kazoku. Il est décoré de l'ordre du Trésor sacré (1re classe) l'année suivante et de l'ordre du Soleil levant (1re classe) en 1906. En septembre 1907, il est élevé au titre de vicomte (shishaku).
En 1914, alors qu'il est président du Conseil privé, Kiyoura est nommé premier ministre, succédant ainsi à Yamamoto Gonnohyōe. Kiyoura refuse cependant le poste à cause de la controverse du scandale Siemens et Ōkuma Shigenobu est choisi pour le remplacer.

### En tant que premier ministre
Kiyoura accepte une seconde nomination en 1924 à la suite de l'incident de Toranomon et devient le 23e premier ministre du Japon. Son gouvernement se forme cependant à une époque où les Cabinets aristocratiques et non-partisans étaient en disgrâce et la chambre basse de la Diète surveilla la plupart de ses initiatives durant les six mois d'existence de son gouvernement.
L'évènement le plus important de son mandat est peut-être le mariage royal entre le prince héritier Hirohito (futur empereur Shōwa) et Nagako Kuniyoshi (future impératrice Kōjun) le 26 janvier 1924.
En 1924 il dissout la chambre basse de la Diète lorsqu'il fait face à une coalition de trois partis, le Kenseikai, le Rikken Seiyūkai et le Kakushin Kurabu, qui forme alors une majorité de 150 sièges. À la suite de sa défaite écrasante lors des élections législatives japonaises de 1924, son gouvernement démissionne en masse.
En novembre 1928, Kiyoura est élevé au rang de comte (hakushaku). En 1942, il reçoit à titre posthume le Grand Cordon de l'ordre du Chrysanthème.

## Décorations
- Grand cordon de l'Ordre du trésor sacré
- Ordre du soleil levant
- Médailles militaires
- Grand cordon de l'ordre suprême du chrysanthème
- Ordre de l'Osmaniye
- Ordre de Léopold
- Ordre national de la légion d'honneur

## Source de la traduction
- (en) Cet article est partiellement ou en totalité issu de l’article de Wikipédia en anglais intitulé « Kiyoura Keigo » (voir la liste des auteurs).